# Pinarii
Légende :
♦Patricien, ♦Plébéien, ♦Consulaire, ♦Sénatorial, ♦Équestre
Gens et Liste des gentes romaines
Les Pinarii (en latin classique : Pīnārǐi, -ōrum) sont les membres d'une gens romaine patricienne, dont les seuls membres connus vivent aux débuts de la République romaine, au Ve siècle av. J.-C., et ont pour cognomen principal Mamercinus (Rufus).
D'après la tradition rapportée, entre autres, par Virgile, Tite-Live,, Macrobe et Festus, les Pinarii se sont consacrés au culte d'Hercule.
Selon Festus, Pinaria désigne aussi une tribu rustique. Cette tribu n'est toutefois pas répertoriée dans la liste des tribus.

## Principaux membres
- Publius Pinarius Mamercinus Rufus, consul en 489 av. J.-C.
- Lucius Pinarius Mamercinus Rufus, consul en 472 av. J.-C.
- Lucius Pinarius Mamercinus, tribun consulaire en 432 av. J.-C.
- Publius Pinarius, censeur en 430 av. J.-C.[1]
- Lucius Pinarius Natta, maître de cavalerie en 363 av. J.-C.
- Lucius Pinarius, praefectus praesidii de la garnison d'Henna en 213 av. J.-C., ville fortifiée située au centre de la Sicile. Il fait massacrer la population qui menace de donner la ville aux Carthaginois, provoquant un fort ressentiment chez les Siciliens qui renoncent à leur allégeance envers Rome et rejoignent Carthage[a 7],[2].
- Lucius Pinarius Scarpus, proconsul de Cyrénaïque, partisan de Marc Antoine.